# Fondo Flamenco
 (juin 2023).
Fondo Flamenco est un groupe de flamenco espagnol, originaire de Séville.

## Histoire
En 2007, grâce à leur démo, ils réussissent à signer avec un label pour sortir leur premier album, intitulé Contracorriente. Un an plus tard, ils sortent leur deuxième album, Las Cartas sobre la mesa, qui les propulse au sommet de la scène musicale. Ils acquièrent un énorme public et donnent plus de 100 concerts pendant la tournée, réussissant à remplir Madrid et Barcelone. Ils étaient l'un des groupes les plus suivis du moment, mais tout a commencé à changer lorsqu'ils ont annoncé qu'ils avaient modifié leur style, y compris leur apparence physique et la façon dont ils envisageaient l'avenir du groupe.
En 2010, ils sortent leur troisième album, Paren el mundo que me bajo, qui confirme enfin le changement qu'ils ont opéré par rapport à leurs débuts, ce qui leur vaut la perte d'un grand nombre de fans et la critique de beaucoup d'autres, qui se sentent trahis par un groupe qui a complètement abandonné ses origines. En 2012, ils publient leur dernier album, intitulé Surología (La ciencia armónica del sur). Dans cet album, ils poursuivent le nouveau style qu'ils avaient adopté deux ans plus tôt et qui leur avait valu tant de critiques, mais Alejandro, Antonio et Rafael font savoir qu'ils ne se sentent plus à l'aise pour faire la musique avec laquelle ils s'étaient fait connaître, annonçant plus tard leur séparation, parce que Fondo Flamenco est devenu un groupe totalement différent.
Enfin, en 2013, ils disent au revoir à tous leurs adeptes en publiant ce qui serait leur dernière chanson, qu'ils ont appelée Vete. Avec cette dernière chanson, ils saluent pour la dernière fois  leur public avec des paroles dans lesquelles ils disaient que tout était beau pendant que cela durait, mais que le temps était venu pour le groupe et ses fans de se séparer. Avec cette chanson, ils disent au revoir à chacun des concerts de leur dernière tournée : Tarde o Temprano, qui se termine par un dernier concert à la Sala Antique de Séville,.

## Discographie

### Démos
- 2006 : Maqueta

### Albums studio
- 2007 : Contracorriente
- 2008 : Las cartas sobre la mesa
- 2010 : Paren el mundo, que me bajo
- 2012 : Surología